# Siergiej Tumanski
Siergiej Konstantinowicz Tumanski (ros. Сергей Константинович Туманский, ur. 8 maja?/21 maja 1901 w Mińsku, zm. 9 września 1973 w Moskwie) – radziecki konstruktor silników lotniczych.

## Życiorys
Uczył się w szkole o profilu technicznym, później studiował w Piotrogrodzkiej Wojskowo-Technicznej Szkole Sił Powietrznych, po ukończeniu której został technikiem w Czerwonej Flocie Powietrznej. Od 1927 studiował w Akademii Wojskowo-Powietrznej im. Żukowskiego, po ukończeniu której pracował w Centralnym Instytucie Lotniczym Budowy Silników (CIAM) jako starszy inżynier, zajmując się zagadnieniami badań i konstruowania silników lotniczych różnych typów. W 1938 został głównym konstruktorem zakładów lotniczych w Zaporożu, 1940-1941 był głównym konstruktorem CIAM, a od 1941 do lutego 1943 był szefem wydziału motorowego Instytutu Badań Lotniczych. Od lutego 1943 był zastępcą głównego konstruktora w fabryce Mikulina, od stycznia 1955 do grudnia 1956 głównym, a od grudnia 1956 generalnym konstruktorem silników lotniczych w tej fabryce. W 1968 został członkiem Akademii Nauk ZSRR.

## Odznaczenia i nagrody
- Medal Sierp i Młot Bohatera Pracy Socjalistycznej 12 lipca 1957)
- Order Lenina (czterokrotnie, 2 lipca 1957, 24 stycznia 1947, 12 lipca 1957 i 27 maja 1961)
- Order Rewolucji Październikowej (26 kwietnia 1971)
- Order Czerwonej Gwiazdy (28 października 1967)
- Nagroda Leninowska (1957)
- Nagroda Stalinowska (1945)

I medale.